# Mats Jonstam
Mats Jonstam, född 23 februari 1956 i Sundsvall, är svensk regissör, fotograf, producent och klippare.
Efter en musikkarriär började han i slutet av 1980-talet arbeta med film. Han började som musikvideoregissör med artister som Eldkvarn, Marie Fredriksson, Roxette, Wilmer X, Popsicle, Rebecka Törnqvist, Irma med flera. År 1990 blev hans video med Magnus Johansson Till himmelen utsedd till årets bästa video. 
Han har också gjort längre musikdokumentärer för TV med exempelvis Roxette och Eldkvarn samt vunnit flera internationella priser för sitt arbete med reklamfilm. I Sverige vann han en Guldklappa för bästa foto (Orrefors 2002). Jonstam står dessutom bakom The Crowd – Massans anatomi, ett IT-läromedel om massrörelser och gruppsykologi. På senare år har han producerat flera dokumentärer för TV, som Mitt huvud är en torktumlare och Fullmåne!.